# NGC 3863
NGC 3863 is een spiraalvormig sterrenstelsel in het sterrenbeeld Maagd. Het hemelobject werd op 25 maart 1865 ontdekt door de Duitse astronoom Albert Marth.

## Xi Virginis
Vanaf de aarde gezien bevindt het stelsel NGC 3863 zich een kwart graad ten noorden van de ster Xi Virginis (ξ Virginis). Amateurastronomen kunnen Xi Virginis aanwenden als gidsster om op zoek te gaan naar NGC 3863.

## Synoniemen
- UGC 6722
- MCG 2-30-28
- ZWG 68.54
- IRAS 11425+0844
- PGC 36607